# L'Entraînement du champion avant la course
Pour plus de détails, voir Fiche technique et Distribution.
L'Entraînement du champion avant la course est un film français réalisé par Bernard Favre, sorti en 1991.

## Synopsis
Fabrice, père de deux enfants et passionné de vélo, mène une vie sentimentale banale entre sa femme et sa maîtresse. Insatisfait de ses amours, il se montre violent. 

## Fiche technique
- Titre : L'Entraînement du champion avant la course
- Réalisation : Bernard Favre
- Scénario : Michel Deutsch
- Photographie : Michel Amathieu
- Musique : Patrick Ardan, Frédéric Porte
- Montage : Emmanuelle Thibault
- Création des décors : Ivan Maussion
- Producteur  : Christian Ardan
- Sociétés de production : Parma Films, Les Productions Belles Rives
- Pays :  France
- Langue : français
- Genre : drame
- Durée : 80 minutes (1 h 20)
- Dates de sortie : 
  - France : 5 juin 1991  Sélection Officielle Cannes  1991 "Un certain Regard"

## Distribution
- Richard Berry : Fabrice
- Valérie Mairesse : Loren
- Mireille Perrier : Liliane
- Jef Odet Sarfaty : Mouloud
- Daniel Milgram : le commis
- Yvon Back : le voisin
- Daniel Schenmetzler : le patron
- Raymonde Heudeline : Madame Zablinsky
- Sylvie Jobert : la sage-femme
- Julia Maraval : la fille aînée
- Marguerite Mousset : la benjamine